# Церковь Святого Николая в стенах (Дублин)
Церковь Святого Николая (англ. Church of St Nicholas), или Церковь Святого Николая в стенах (англ. Church of St. Nicholas Within) — бывший приходской храм католической архиепархии Дублина, затем англиканской епархии Дублина и Глендало на углу Николас-стрит и Крайстчерч-плейс в Дублине. Основан в 1040-х — 1070-х годах. Упразднён в 1867 году. Приход был освящён в честь святого Николая, архиепископа Мир в Ликии, память которого отмечается 6 декабря. В настоящее время от здания храма сохранился только портал у Парка мира.

## История
Храм был построен в XI веке епископом Донатом (ум. 1704) и освящён в честь святого Николая, архиепископа Мир в Ликии, покровителя моряков. Дополнение «в стенах» появилось в названии церкви во время епископа Александра де Бикнора (1317—1349), когда юрисдикция прихода была расширена за пределы города и включила в себя поместье Гроба Господня и благочиние святого Патрика. Приход был разделен на две части — святого Николая в стенах и святого Николая вне стен. Он упоминается в булле римского папы Целестина III от 1191 года, в которой перечисляются пребенды. Его площадь составляла 5 акров и 11 прентов. Это был самый маленький приход в Дублине. На момент упразднения прихожанами храма числились 1838 человек, из которых только 184 человека были членами Церкви Ирландии. Границы прихода совпадали с одноимённым гражданским приходом.
В 1469 году Эдуард IV, король Англии дал разрешение Джону Типтофту, 1-му графу Вустеру построить поминальную часовню в честь Господа Бога и Пресвятой Девы Марии для проведения в ней служб с поминовением строителей храма и всех усопших. Капелла Девы Марии была построена в церкви Святого Николая в стенах и находилась в ведении провинциала ордена августинцев в Англии. Несколькими годами ранее парламент Ирландии предоставил Эдварду Сомертону — судье Королевского суда, разрешение построить ещё одну часовню в храме святого Николая в стенах. После роспуска монастырей капеллы в приходских церквях в Англии были упразднены, но не в Ирландии, где часть часовен продолжала функционировать в соответствии с правилами Церкви Ирландии. 
В XVII веке здание храма пришло в упадок. Церковь была перестроена в 1707 году. К 1835 году у здания обрушилась крыша. До 1847 года службы в церкви велись только в капелле Девы Марии. Решение снести старое здание храма и построить новое было принято, но не реализовано. В 1867 году приход упразднили, включив его в состав прихода святого Одена. Капелла Девы Марии в качестве синекуры продолжала функционировать до 1882 года.
Большая часть приходского кладбища перешла в ведение мэрии Дублина при реконструкции Толселя. В настоящее время сохранился только проход в крипту. На кладбище были могилы Натаниэля Кейтилина (1580—1638) — спикера палаты общин Ирландии, Александра Монтгомери (1686—1729) — военного и политика из графства Донегол, Роберта Дойна (1651—1733) — председателя Верховного суда по гражданским делам Ирландии.